# Circuit de Calafat
El Circuit de Calafat és un circuit de curses situat a la urbanització Calafat del municipi de l'Ametlla de Mar (Baix Ebre), entre la carretera N-340 i l'autopista AP-7, a uns 800 metres del mar. El circuit té una longitud de 3,250 km i una amplada de 10 m, disposa d'una recta de meta de 600 m de llargària i una completa zona de 24 boxs adjunta al pàdoc, de 16.000 m². Hi ha també un circuit-escola adossat, amb asfalt lliscant, i un de rallycross.
El circuit té l'homologació de les federacions catalanes de motociclisme i d'automobilisme.

## Història
Dissenyat per Jordi Xiol, el circuit es va construir el 1974. Els promotors en foren el gerent-propietari de la urbanització de Calafat, Julià Magrané, i el seu cunyat, Carmelo Ezpeleta. Va ser creat i finançat per l'empresa Calafat, S.A. amb la col·laboració d'un nombrós grup d'aficionats del motor que van aportar participacions individuals de 25.000 pts, essent-ne el cost inicial de 30 milions de pts.
Durant la dècada del 1970, Calafat era, al costat del circuit del Jarama, un dels dos únics autòdroms permanents de l'estat espanyol, per la qual cosa va acollir nombroses competicions d'abast estatal, com ara curses del Campionat d'Espanya de motociclisme, de resistència i de promoció com ara el Critèrium o el Superprestigio Solo Moto.

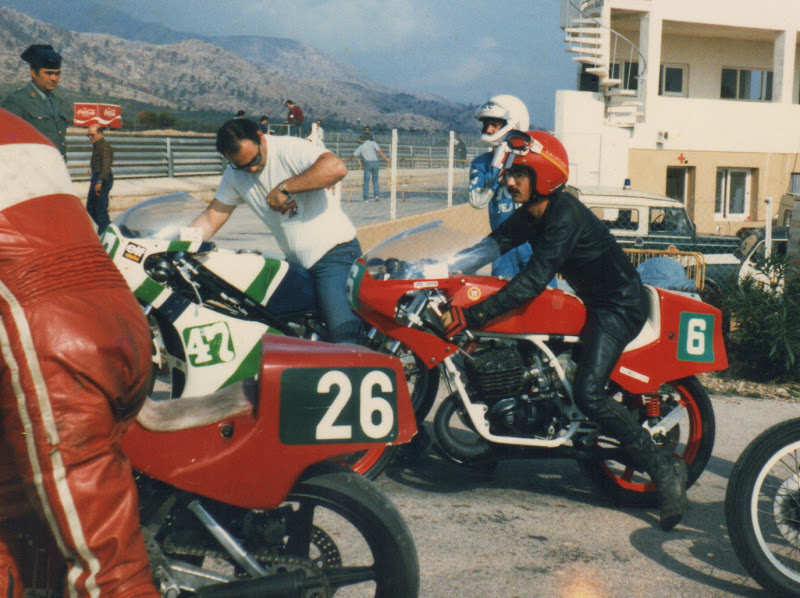
Jordi Fornas (6) i altres pilots al Circuit de Calafat el 1984

Al tombant de dècada, el circuit va patir diferents problemes legals, especialment motivats per les molèsties als veïns, que en van comportar el tancament el 1982. El 1983 es va reobrir després que l'entitat gestora del circuit obtingués una sentència favorable del Tribunal Suprem, que va declarar l'equipament d'utilitat pública i en va atorgar la propietat a l'Ajuntament de l'Ametlla de Mar, amb una concessió als promotors del circuit, l'empresa Calafat, S.A., per a 50 anys. Aleshores es va remodelar parcialment i ampliar el traçat de la pista amb la col·laboració de la Generalitat de Catalunya.
Un cop reobert, el circuit va continuar acollint importants proves de motor fins al començament de la dècada del 1990, com ara la Copa Citroën i proves puntuables per a campionats de motociclisme de velocitat. L'activitat va entrar en declivi pel sorgiment de noves instal·lacions de titularitat pública per tot l'estat, amb mesures de seguretat millors, com ara el Circuit de Catalunya, a Montmeló, inaugurat el 1991.
El novembre del 2008 es va reasfaltar tot el traçat del circuit seguint un pla de millora i condicionament de les escapatòries, vorals, instal·lacions i serveis. Actualment, Calafat només es fa servir per a tandes privades, proves de vehicles i per al Campionat de Catalunya de Velocitat, tant de motociclisme com d'automobilisme. També s'hi poden fer cursos de conducció o de millora de la tècnica de pilotatge.

## Historial del traçat

Circuit inicial (1974-1982)
Circuit actual (1983-Actualitat)
Circuit de rallycross annex